# Aeroportul Orán
Aeroportul Orán (IATA: ORA, ICAO: SASO) este un aeroport din San Ramón de la Nueva Orán⁠(d), Departamento de Orán⁠(d), Provincia Salta, Argentina ce deservește zona San Ramón de la Nueva Orán⁠(d).
Situat la o altitudine de 356 m, aeroportul dispune de o singură pistă.